# Sinac

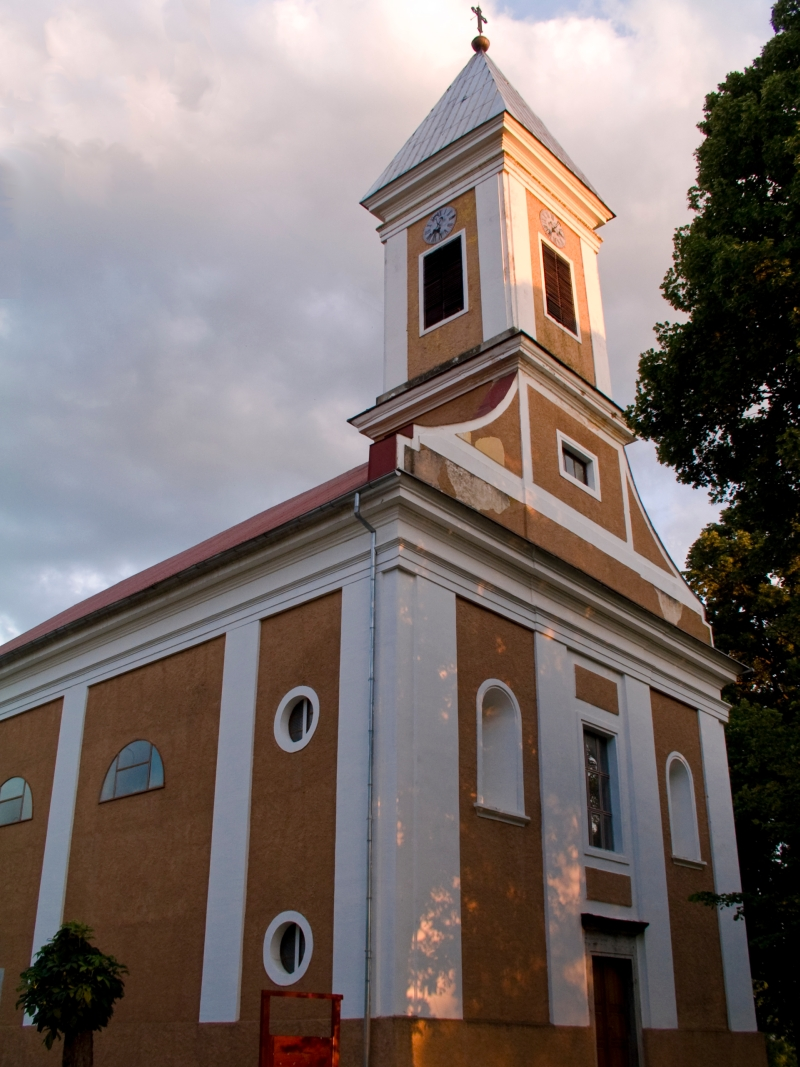

Sinac [ˈsiːnat͡s] ist ein Dorf in Kroatien, das zur Stadt Otočac in der Gespanschaft Lika-Senj gehört. Es liegt 11 km südöstlich von Otočac und hat 489 Einwohner (Stand 2021).
Der Fluss Gacka entspringt aus der natürlichen Quelle Majerovo vrilo.
Nicht weit entfernt befindet sich auch der Nationalpark Plitvicer Seen.